# Victor Iarkho
Victor Noévitch Iarkho (Виктор Ноевич Ярхо), né le 5 mars 1920 à Karkhov et mort le 11 juillet 2003 à Bordeaux, est un philologue classique soviétique, puis russe, spécialiste du théâtre grec antique.

## Carrière
Victor Iarkho est le fils de Noé Solomonovitch et Rachel Kharitonovna Iarkho. Il termine l'université de Moscou en 1946 et devient enseignant en 1949 à l'Institut des langues étrangères Maurice Thorez de Moscou, devenu aujourd'hui l'université linguistique d'État de Moscou. Il dirige la chaire de l'institut des langues anciennes à partir de 1955, et devient docteur en sciences philologiques en 1964. Il est nommé professeur en 1966.
Il s'installe dans la famille de sa fille, en France à Bordeaux, au milieu des années 1990, quelques années après la chute de l'URSS. Il y prépare l'édition de huit livres, quelques-uns nouveaux, d'autres faisant l'objet d'une refonte.
Victor Iarkho s'intéresse particulièrement tout au long de sa carrière au théâtre antique grec, à l'épopée et à la lyrique grecques, ainsi qu'à l'étude de papyrus nouvellement découverts de littérature antique et aux auteurs mythographiques. Il est l'auteur de nombreux articles et ouvrages, dont les plus connus sont une monographie d'Aristophane (Moscou, 1954), d'Eschyle (Moscou, 1958), ainsi que des ouvrages comme La Dramaturgie d'Eschyle et quelques problèmes de la tragédie grecque ancienne (Moscou, 1978), Aux sources de la comédie européenne (Moscou, 1979), Le Drame antique. Techniques des maîtres (Moscou, 1990), etc.
Il a traduit du grec ou du latin et commenté nombre de textes de mythographes, tels que ceux de Parthénios, Antonin le Libéral, Hygin, Dictys, Darès le Phrygien et du « Premier mythographe du Vatican ». Il est également l'auteur de nombre d'articles et commentaires savants à propos des grands textes grecs traduits en russe, comme l'Odyssée traduite par Joukovski; les tragédies de Sophocle traduites par le professeur Zieliński (avec Gasparov); celles d'Euripide traduites par Annenski; ainsi que les comédies d'Aristophane, de Ménandre et d'autres. Son article Les Grecs anciens avaient-ils une conscience ? (in: Antiquité et modernité, Moscou, 1972)  s'interroge sur la compréhension éthico-morale du monde ancien. Il étudie également dans ses travaux la transformation du genre dramaturgique et toute construction de moyens d'expression du théâtre grec antique.
Il était membre du comité de rédaction de la collection littéraire La Bibliothèque de la littérature antique (aux éditions Khoudojestvennaïa literatoura), publiée en URSS de 1963 à 1989 et qui éditaient les grands textes de la littérature antique. En moyenne, un livre atteignait un tirage de cinquante mille exemplaires et souvent plus comme Les Métamorphoses d'Apulée (en 1988) qui parut à soixante quinze mille exemplaires, ou les tragédies de Sophocle, à cent mille exemplaires (en 1988). Victor Iarkho faisait aussi partie du conseil de rédaction de la revue allemande Philologus, et à partir des années 1990 de celui de la revue italienne Eïchasmos.
La chaire qu'il dirigeait et dont il avait la responsabilité élabora de nouveaux principes et guides d'enseignement du latin dans les instituts de langues étrangères. Elle fit ainsi publier un nouveau manuel en 1961, ainsi qu'un dictionnaire La Culture antique: littérature, théâtre, art, philosophie, science paru en 1965, pour les étudiants des facultés littéraires.
Une quarantaine de ses publications ont été traduites dans différentes langues étrangères.

## Source
- (ru) Cet article est partiellement ou en totalité issu de l’article de Wikipédia en russe intitulé « Ярхо, Виктор Ноевич » (voir la liste des auteurs).